# Ewa Kopacz
Ewa Bożena Kopacz (sinh ngày 03 tháng 12 năm 1956 tại Skaryszew) là một chính trị gia Ba Lan và là dân biểu Sejm. Bà là chủ tịch đương nhiệm của Sejm (chủ tịch Quốc hội Ba Lan), người phụ nữ duy nhất từng giữ chức vụ này ở Ba Lan. Ngoài ra, bà đã là bộ trưởng Y tế từ tháng 11 năm 2007 đến tháng 5 năm 2011. Kopacz đã là một thành viên của Cương lĩnh Dân sự kể từ năm 2001. Kopacz sẽ trở thành thủ tướng Ba Lan vào ngày 22 tháng 9 năm 2014, thay thế Donald Tusk.